# Evgenij Ryžkov
Evgenij Aleksandrovič Ryžkov (in alfabeto cirillico Евгений Александрович Рыжков; Karaganda, 15 maggio 1985) è un nuotatore kazako.
Specializzato nella rana e nei misti ha partecipato alle Olimpiadi di Atene 2004.

## Palmarès
- Mondiali in vasca corta

Shanghai 2006: bronzo nei 200m rana.
- Giochi asiatici

Canton 2010: bronzo nella 4x100m misti.